# Bourg-Saint-Christophe
Bourg-Saint-Christophe település Franciaországban, Ain megyében. Lakosainak száma 1540 fő (2022. január 1.). Bourg-Saint-Christophe Béligneux, Bressolles, Faramans és Pérouges községekkel határos.

## Népesség
A település népességének változása:
| Lakosok száma | 507  | 659  | 716  | 1035 | 1258 | 1284 | 1366 | 1457 | 1482 | 1540 |
|               | 1968 | 1982 | 1990 | 2006 | 2013 | 2015 | 2017 | 2019 | 2020 | 2022 |